# Dreams of Endless War
Albums de Norther
Warlord
(2000) Mirror of Madness
(2003)
Dreams of Endless War est le premier album studio du groupe de death metal mélodique finlandais Norther. L'album est sorti le 18 juillet 2002 sous le label Spinefarm Records.
Les titres Victorious One et Endless War étaient déjà présents dans la liste des titres de la démo du groupe intitulée Warlord.
Un clip vidéo a été tourné pour le titre Released, qui est également sorti en single.
Le dernier titre de l'album, Final Countdown, est une reprise du groupe de heavy metal Europe.

## Musiciens
- Petri Lindroos − chant, guitare
- Kristian Ranta − guitare, chant clair
- Jukka Koskinen − basse
- Tuomas Planman − claviers
- Toni Hallio − batterie

## Liste des morceaux
1. Darkest Time − 6:10
2. Last Breath − 5:01
3. Released − 4:08
4. Endless War − 6:49
5. Dream − 4:34
6. Victorious One − 5:44
7. Nothing Left − 4:22
8. The Last Night − 2:18
9. Final Countdown (reprise du groupe Europe) – 4:22